# دبليو. ريتشارد ستيفنز
دبليو. ريتشارد ستيفنز (بالإنجليزية: W. Richard Stevens)‏ هو مؤلف وكاتب وعالم حاسوب أمريكي، ولد في 5 فبراير 1951 في زامبيا، وتوفي في 1 سبتمبر 1999 في توسان في الولايات المتحدة.

## وصلات خارجية
- الموقع الرسمي
- دبليو. ريتشارد ستيفنز على موقع إن إن دي بي (الإنجليزية)